# 満谷国四郎

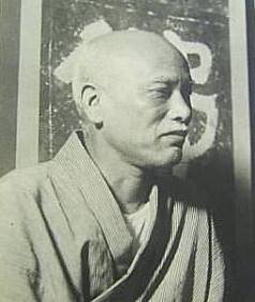
満谷国四郎

満谷 国四郎（みつたに くにしろう、1874年（明治7年）10月11日 - 1936年（昭和11年）7月12日）は、日本の洋画家である。十五老とも称した。

## 略歴

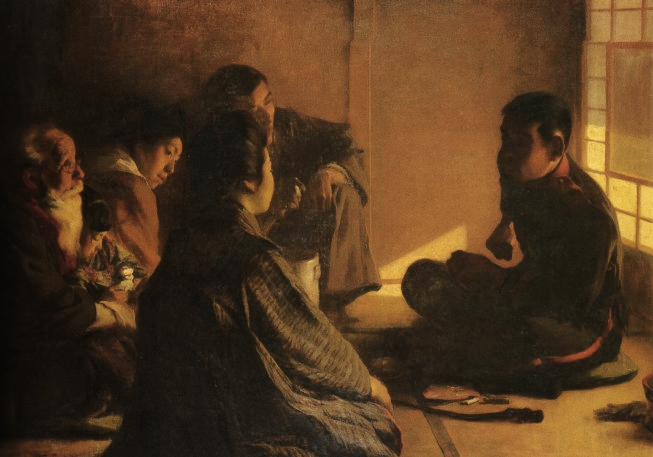
『戦の話』 1906年 倉敷市立美術館

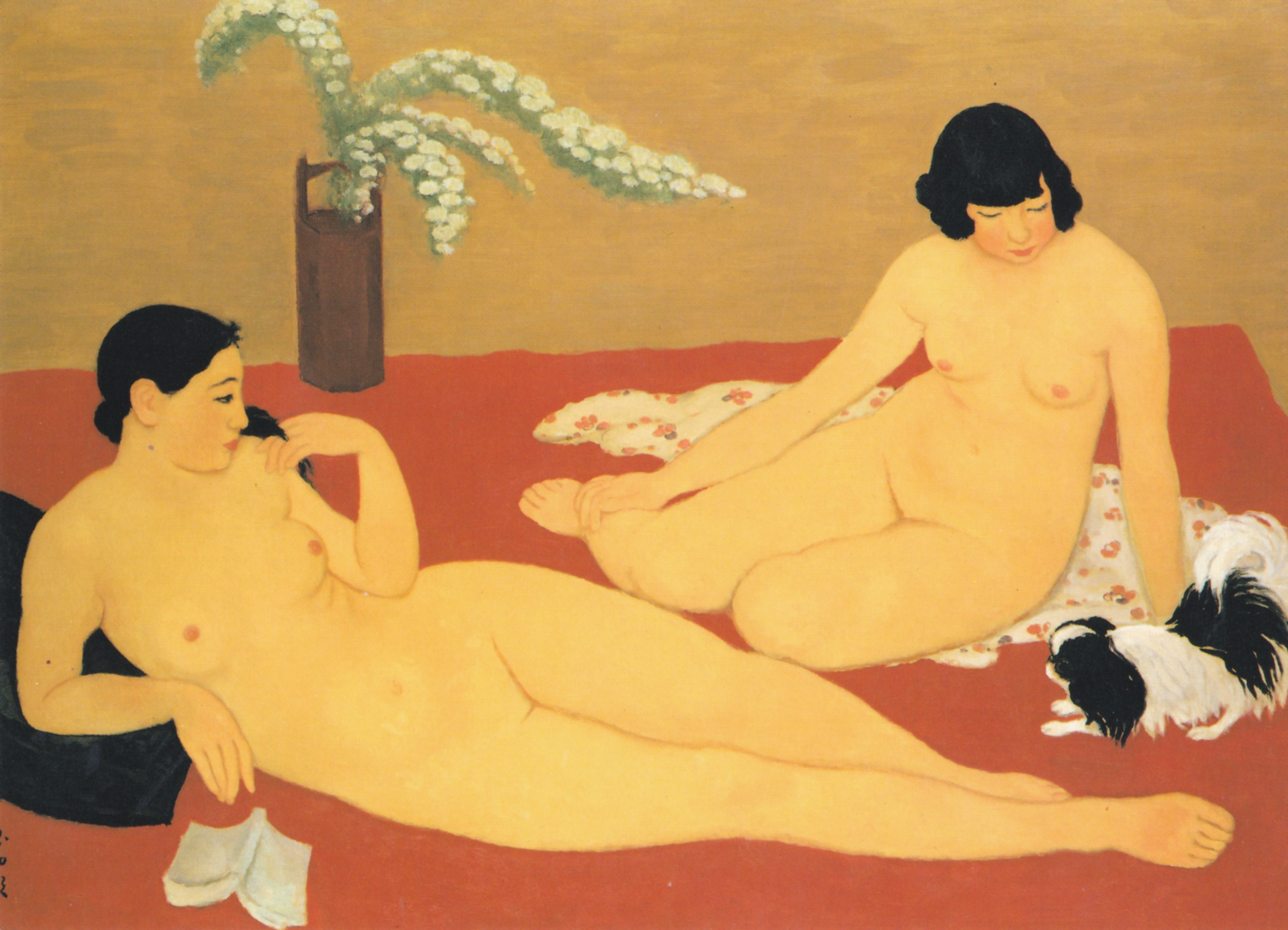
『緋毛氈』 1932年 大原美術館

### 幼少期
1874年10月11日に満谷準一郎と世辞との間に三男として、岡山県賀陽郡門田村（もんでむら・現総社市門田）に生まれた。現在は「満谷国四郎先生　生誕之地」と刻まれた石碑が建てられている。叔父の堀和平は県下で洋画の草分けと言われた人で、幼い国四郎は堀家に行くたびに和平の画技を見て強い感銘を受けた。さらに、浅尾小学校では代用教員をしていた吉富朝次郎に愛され、岡山中学校(現・岡山県立岡山朝日高等学校)に進むと松原三五郎に画才を認められた。1891年（明治24年）、ついに中学を3年で退学。徳永仁臣をたよって上京するとき、吉富朝次郎から「総社は東洋画の大家雪舟を出した地である。君も大いに頑張って西洋画の第一人者となり給え」と励まされた。

### 青年期
東京で五姓田芳柳に師事し、次いで小山正太郎の画塾「不同舎」で苦学力行して、1898年（明治31年）油絵「林大尉の死」を発表した。明治美術館創立十周年記念展の会場に明治天皇がたまたま見に来られ、その絵の前にしばらく立ち止まられて感激され、たいへんほめたたえられたといわれている。その作品が宮内省の買上げという光栄に浴し、1899年（明治32年）には「妙義山」が外務省に、1900年（明治33年）の「尾道港」は再び宮内省に買上げとなり、彼の名声が一挙にたかまった。1900年（明治33年）には、水彩画「蓮池」をフランスで開かれた大博覧会へ出品して3位になり銅メダルを獲得した。
第二期客観時代
鹿子木孟郎らとアメリカ経由でフランスへ渡り、ジャン＝ポール・ローランスの門に学んだ。1902年（明治35年）帰国するや、吉田博・丸山晩霞等と語らって「太平洋画会」を創立し、その理事となった。第二回太平洋画展に「楽しきたそがれ」、1907年（明治40年）東京勧業博覧会には「戦の話」「かりそめのなやみ」を発表し、1等受賞。翌年の文展に「車夫の家族」などを次々に発表。国四郎は三十四歳という若さで文展審査員のひとりに挙げられた。この頃は、社会風物を鋭く描いた時期である。1911年（明治44年）、大原孫三郎の援助で再度渡欧し、パリで初歩からデッサンに取り組み勉強した。新しい研究成果を身につけて1912年（大正元年）に帰朝、後期印象派などの影響により、幾分象徴主義的な画風へと転じた。そのころの作に「椅子による裸婦」「長崎の人」などがある。
その後、画面は次第に醇化され、独自の画境が切り開かれていった。

### 晩年期
4度にわたる中国旅行で、明治リアリズムからの蝉脱を模索していた国四郎は、大陸の自然や風物に接し、「十五老」（国四郎のもじりで、九・二・四老）と称して、油絵具を使いながら、彼の絵には東洋画の落ち着きと、気品が加わった。また筆やすみを使って、山水を描く南画風の絵も描くようになり、いっそう独特の画境を示すようになった。1925年（大正14年）には帝国美術院会員となり、太平洋画会の一員として多くの後進を指導し、岡山県人では吉田苞・柚木久太・片岡銀蔵・三宅円平・石原義武らを育てた。
晩年の作品は、的確なフォルム、温か味のある色彩により、平明で装飾的な画面を作りあげている。「女ふたり」「緋毛氈」などの彼の代表作がこの頃の作品である。また明治神宮壁画には、「慈恵病院行幸図」を製作している。

## その他の逸話
中村不折は国四郎を評して「幸か不幸か満谷君には文章が書けぬ。しゃべるのも下手だ。それで自分というものの吹聴や説明がうまくできぬのだ。そこで君は黙って仕事をしていくより他はない。なんらのかけひきもなく、ただ作品そのもの、言いかえれば芸術の力のみによって、ひた押しに押して行こうとするのが満谷君である。」と言っている。
総社市立総社小学校校長室に掲げられている「フランス・ブルターニュ半島の風景」は、国四郎の遺志によって、1937年（昭和12年）5月、遺族によって贈られたものである。その当時の校長重政良一は、「満谷国四郎略伝」の中で、「我等ニハ是ノ如キ大先輩アリキ　出デヨ　第二ノ満谷国四郎、第三ノ雪舟禅師　今此ノ文ヲ草シテ未来ノ画聖ヲ待望シ必ズ出ズベキコトヲ確信ス。諺ニ『二度アルコトハ三度アル』ト」と記している。
雪舟が幼少時代に修行した宝福寺（岡山県総社市井尻野）三重塔西側に、満谷国四郎の顕彰碑が建てられている。

## 略年表
- 1892年 上京小山正太郎の不同舎で学ぶ。
- 1898年 明治美術会創立10年記念展へ「林大尉の戦死」「妙義山」出品。
- 1900年 パリ万国博覧会へ「蓮池」出品銅牌受賞。鹿子木孟郎らと渡米。
- 1901年 渡欧。
- 1907年 東京勧業博覧会へ「戦の話」「かりそめの悩み」を出品1等受賞。第1回文展審査員となる。
- 1911年 柚木久太らと再渡欧
- 1912年 パリでジャン＝ポール・ローランスに学ぶ。
- 1925年 帝国美術院会員。

## 作品
製作作品の数は不同舎時代の100点以上にのぼるものを含めると600点以上になると思われる。
- 林大尉の死
- 妙義山
- 尾道港
- 蓮池
- 楽しきたそがれ
- 戦の話 倉敷市立美術館蔵 1906年 第5回太平洋画会展・東京府勧業博覧会出品
- かりそめのなやみ 笠間日動美術館蔵（山岡コレクション） 1907年 東京府勧業博覧会出品
- 車夫の家族 東京芸術大学大学美術館蔵 1908年
- 二階 東京国立博物館蔵 1910年
- 椅子による裸婦 東京国立近代美術館蔵 1912年
- 横たわる裸婦 大原美術館蔵 1912年
- 坐婦 石橋美術館蔵 1913年
- 素焼 個人蔵（大阪市立美術館寄託） 1916年 第10回文展
- 長崎の人　倉敷市立美術館蔵　1916年　永見徳太郎がモデル[1]。
- 甘露寺 カメイ美術館蔵 1924年
- 女ふたり 東京芸術大学大学美術館蔵 1927年
- 早春の庭 大原美術館蔵 1931年
- 緋毛氈 大原美術館蔵 第13回帝展
- フランス・ブルターニュ半島の風景
- 婦人像
- 鞆の浦
- 杏花

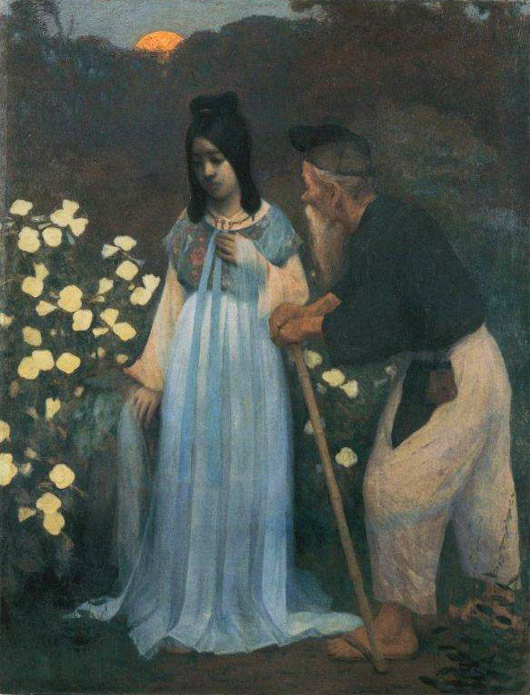
『かぐや姫』 1909年 笠間日動美術館
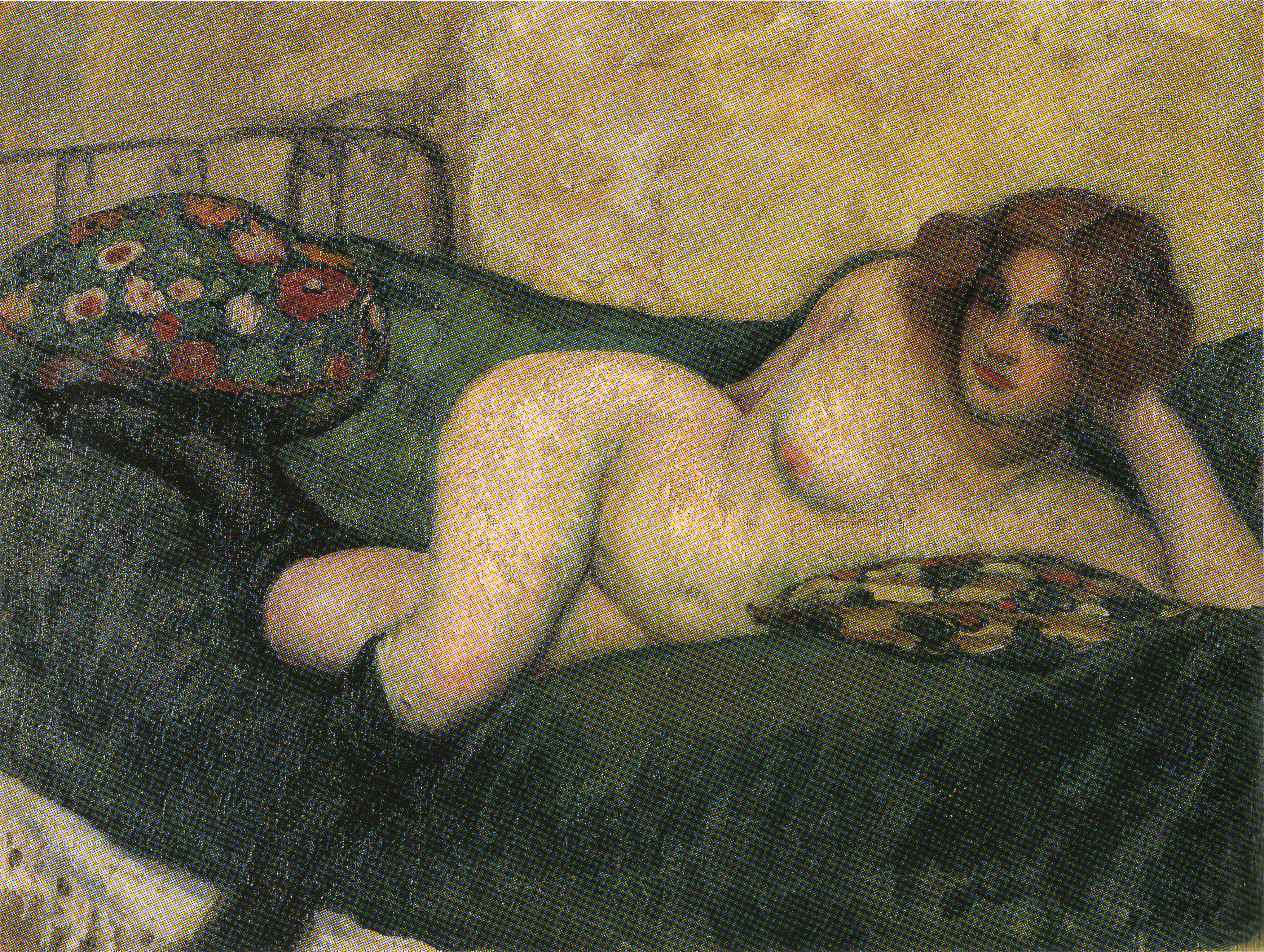
『裸婦』 1913年 大原美術館
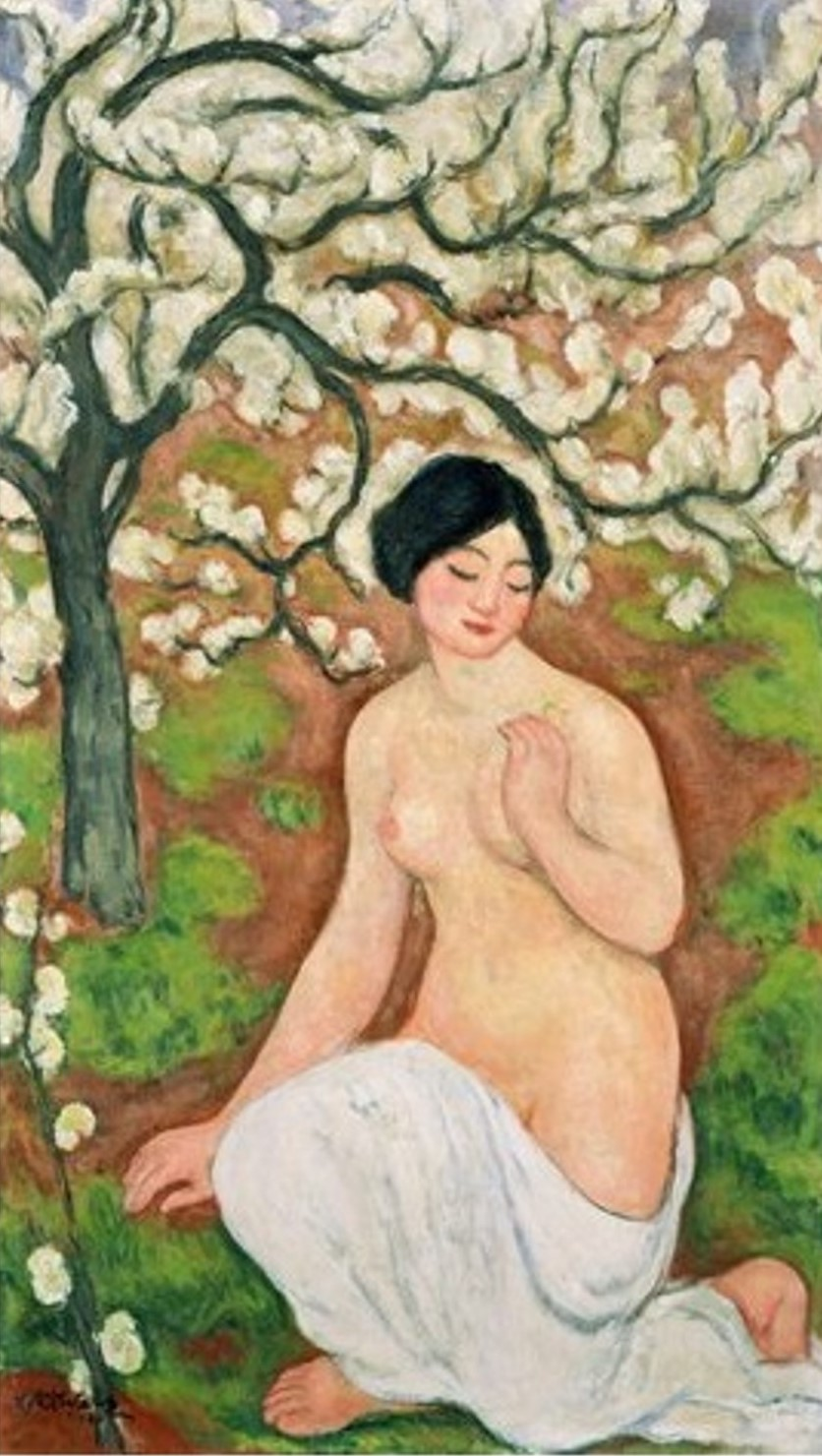
『樹下裸婦』 1921年 ポーラ美術館
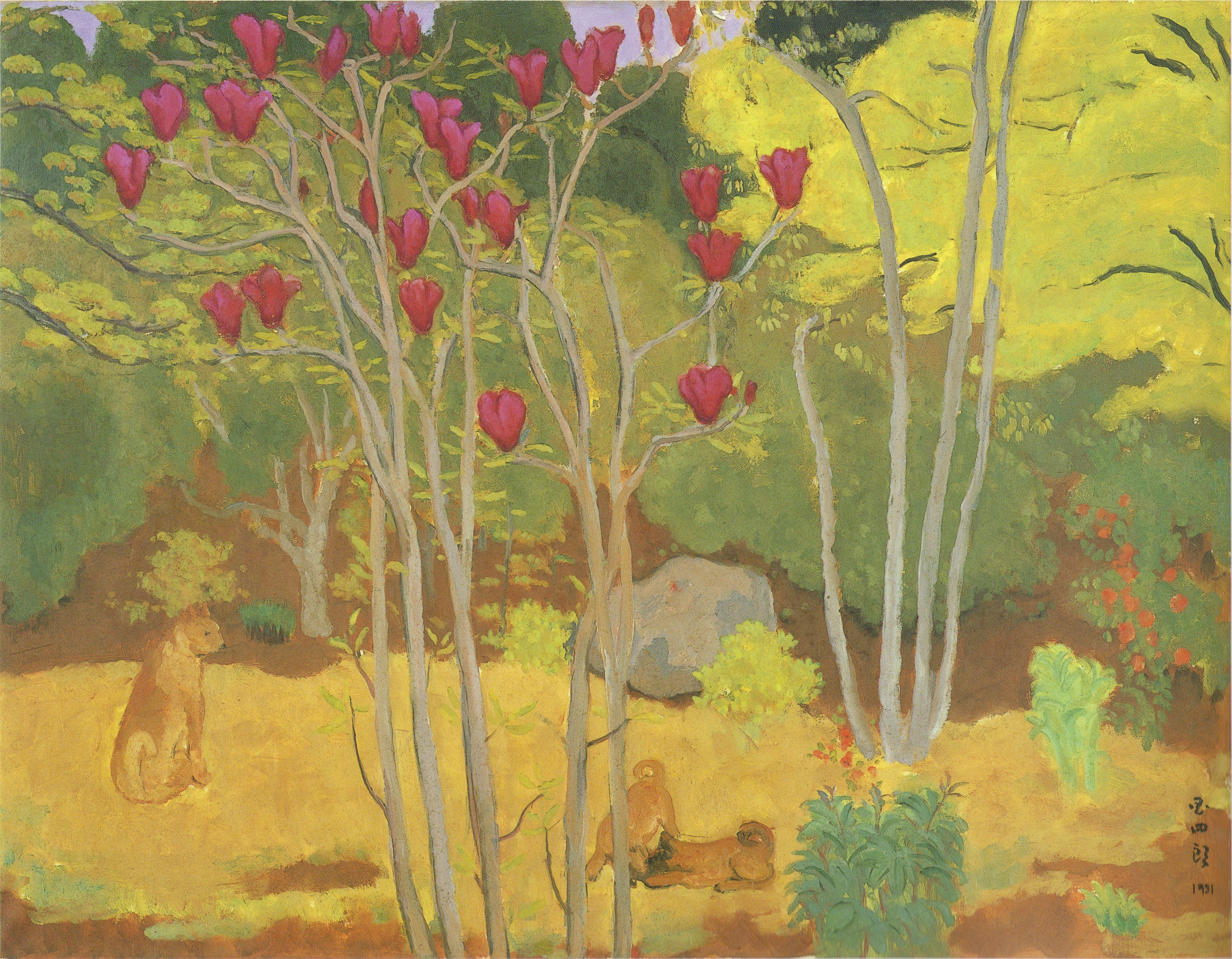
『早春の庭』 1931年 大原美術館